# Письма о демонологии и колдовстве
«Письма о демонологии и колдовстве» (англ. Letters on Demonology and Witchcraft) — историко-культурологический труд британского писателя Вальтера Скотта, опубликованный в 1830 году.

## Содержание
Книга включает 10 очерков, каждый из которых имеет форму письма автора к его зятю Джону Локхарту. Этот приём позволил Скотту писать в неформальной манере, излагая материал в доступной для широкой публике форме. Речь идёт об отношении общества к колдовству и демонологии в разные эпохи и в разных странах, начиная с событий, описанных в Библии, и заканчивая XIX веком. Скотт привлёк огромное количество материала из разнообразных источников, а попутно рассмотрел темы, связанные с феями, домовыми, эльфами и др.
Автор «Писем» находится на просветительских позициях: для него вера в колдовство и демонов — продукт невежества и предрассудков, в значительной степени побеждённых в XVIII веке. Скотт констатирует, что жертвой «охоты на ведьм» часто становились люди, по разным причинам неугодные властям.

## Создание и оценки
«Письма о демонологии и колдовстве» были написаны и опубликованы в 1830 году, когда Скотт обладал всеевропейской славой как автор множества исторических романов. При этом ему приходилось интенсивно работать, чтобы выплатить огромные долги. В феврале 1830 года у Скотта случился инсульт, и его зять Джон Локхарт предложил прервать работу над романом и сосредоточиться на более простой задаче — написать эссе по демонологии. Этой темой писатель интересовался с детства, в его библиотеке было много книг, посвящённых народным суевериям. Работа началась 21 марта и закончилась 16 июля того же года.
Первое издание «Писем» увидело свет 14 сентября 1830 года. В ноябре вышел новый тираж, с 12 гравюрами Джорджа Крукшенка. Книга хорошо продавалась, так что в январе 1831 года понадобился дополнительный тираж. В последующие годы «Письма» были переведены на французский, итальянский и испанский языки, они регулярно переиздавались в Великобритании до конца XIX века.
Первые читатели ответили на появление книги шквалом писем их автору, в которых рассказывалось о сверхъестественном опыте самих корреспондентов или о ведьмах из прошлого. Под влиянием Скотта был написан ещё ряд трактатов на ту же тему. По мнению многих исследователей, именно благодаря «Письмам» появилась длинная череда викторианских готических романов в плоть до «Дракулы» Брэма Стокера.
Критики приняли «Письма» неоднозначно: многие считали, что автор недостаточно скептически относится к сверхъестественному, находили тон слишком легкомысленным, а аргументацию недостаточно последовательной. Локхарт считал, что в тексте заметны признаки недавнего инсульта. В XX веке специалисты по социальным наукам высоко оценивали этот труд как значительно опередивший своё время.